# Comportamentos repetitivos focados no corpo
Os comportamentos repetitivos focados no corpo (CRFC) são um nome genérico para designar os comportamentos do controlo dos impulsos envolvendo danos compulsivos à aparência física.
As perturbações do comportamento repetitivo focado no corpo (PCRFC) ou transtornos do comportamento repetitivo focado no corpo (PCRFC) na CID-11 estão em desenvolvimento.
Estima-se que as perturbações do CRFC façam atualmente parte do espectro obsessivo-compulsivo.

## Causas
As causas dos CRFC são desconhecidas.
Variações emocionais podem ter um impacto na diferente expressão de CRFC.
A pesquisa sugeriu que o desejo de autolesões repetitivas é semelhante a um comportamento repetitivo focado no corpo, mas outros argumentaram que, para alguns, a condição é mais semelhante a uma perturbação por abuso de substâncias.
Pesquisadores estão a investigar um possível componente genético.

### Início
Os CRFC geralmente começam no final da infância ou no início da adolescência.

## Diagnosis

### Tipos
As principais perturbações do CRFC são: 
- Pele
  - Dermatilomania (causar ou agravar lesões na pele)
  - Dermatofagia (morder a pele)
- Boca
  - Morsicatio buccarum (morder o interior das bochechas)
  - Morsicatio labiorum (morder o interior do lábio)
  - Morsicatio linguarum (morder a língua)
- Mãos
  - Onicofagia (roer as unhas)
  - Onicotilomania (arrancar as unhas)
- Nariz
  - Rinotillexomania (extrair compulsivamente e geralmente muco do nariz)[2]
- Cabelo
  - Tricofagia (comer cabelo)
  - Tricotemnomania (cortar o cabelo)
  - Tricotilomania (puxão o cabelo)
- Olhos
  - Síndrome da pesca de muco - remover ou "pescar" compulsivamente filamentos de muco do olho

## Tratamento

### Psicoterapia
O tratamento pode incluir terapia de modificação de comportamento, medicação e terapia familiar. Os critérios de base de evidências para os CRFC são restritos e metódicos. A terapia comportamental individual tem se mostrado uma terapia baseada em evidências "provavelmente eficaz" para ajudar aqueles chupam o dedo e, possivelmente, aqueles que roem as unhas. A terapia cognitivo-comportamental foi citada como uma terapia experimental baseada em evidências para tratar tricotilomania e o roer das unhas; uma revisão sistemática encontrou as melhores evidências para o treinamento de reversão de hábitos e desacoplamento. Outra forma de tratamento, concentra-se na atenção plena, estímulos e recompensas, e tem-se mostrado eficaz nalgumas pessoas. No entanto, nenhum tratamento foi considerado bem estabelecido para tratar qualquer forma de CRFC.

### Farmacoterapia
A dermatorilexomania e a tricotilomania têm sido tratadas com inositol e N-acetilcisteína.

## Prevalência
Os CRFC estão entre os grupos de distúrbios mais mal compreendidos, mal diagnosticados e subtratados. Os CRFC podem afetar pelo menos 1 em cada 20 pessoas. Esses grupos de sintomas são conhecidos há vários anos, mas só recentemente apareceram na literatura médica difundida. Acredita-se que só a tricotilomania afete 10 milhões de pessoas nos Estados Unidos.